# Пайльяко
Пайлья́ко (исп. Paillaco) — город  в Чили. Административный центр одноимённой коммуны. Население — 9973 человека (2002).   Город  и коммуна входит в состав провинции Вальдивия и области Лос-Риос.
Территория коммуны —  896 км². Численность населения — 19.812  жителей (2007). Плотность населения — 22,11 чел./км².

## Расположение
Город  расположен в 40 км на юго-восток от административного центра области города Вальдивия.
Коммуна граничит:
- на севере — c коммуной Лос-Лагос
- на востоке — с коммуной Футроно
- на юге — c коммуной Ла-Уньон
- на западе — c коммуной Корраль
- на северо-западе — c коммуной Вальдивия

## Демография
Согласно сведениям, собранным в ходе переписи Национальным институтом статистики,  население коммуны составляет 19.812  человек, из которых 9.919  мужчин и 9.893  женщины.
Население коммуны составляет 5,3 % от общей численности населения области Лос-Риос. 49,18 %  относится к сельскому населению и 50,82 % — городское население.